# Keolis Villefranche-sur-Saône
Keolis Villefranche-sur-Saône (anciennement CarPostal Villefranche-sur-Saône) est l'exploitant du réseau d'autobus de Villefranche-sur-Saône et de son agglomération du 1er janvier 2010 au 31 décembre 2021.

## Présentation
Le 23 août 2010, CarPostal Villefranche-sur-Saône met en place un nouveau réseau restructuré et renommé Libellule. Il se compose de 5 lignes régulières, de 4 lignes à vocation scolaire et d'un service de Transport à la demande nommé « Libellule… à la demande » assurant la desserte des communes d'Arnas, Gleizé, Jassans-Riottier, Limas et Villefranche-sur-Saône.
Le parc de bus passe de 23 à 30 véhicules dont 3 destinés au TAD. Ce réseau remplace l'ancien réseau STAV.
Elle fait partie du groupe CarPostal France qui a été racheté par Keolis en octobre 2019.
Le 2 novembre 2021, le syndicat SYTRAL attribue lors de nouvelle convention de délégation de service public pour l'exploitation du réseau Libellule à Transdev. Keolis Villefranche-sur-Saône termine l'exploitation à date de fin du contrat le 31 décembre 2021.

## Historique

Ancien Logo CarPostal Villefranche-sur-Saône
Logo Groupe Keolis

En 2019, le groupe groupe CarPostal France est racheté par le groupe Keolis et CarPostal Villefranche-sur-Saône devient filiale du groupe Keolis même garde ça dénomination sociale. 
En juin 2020, CarPostal Villefranche-sur-Saône devient Keolis Villefranche-sur-Saône.

## Réseau Libellule

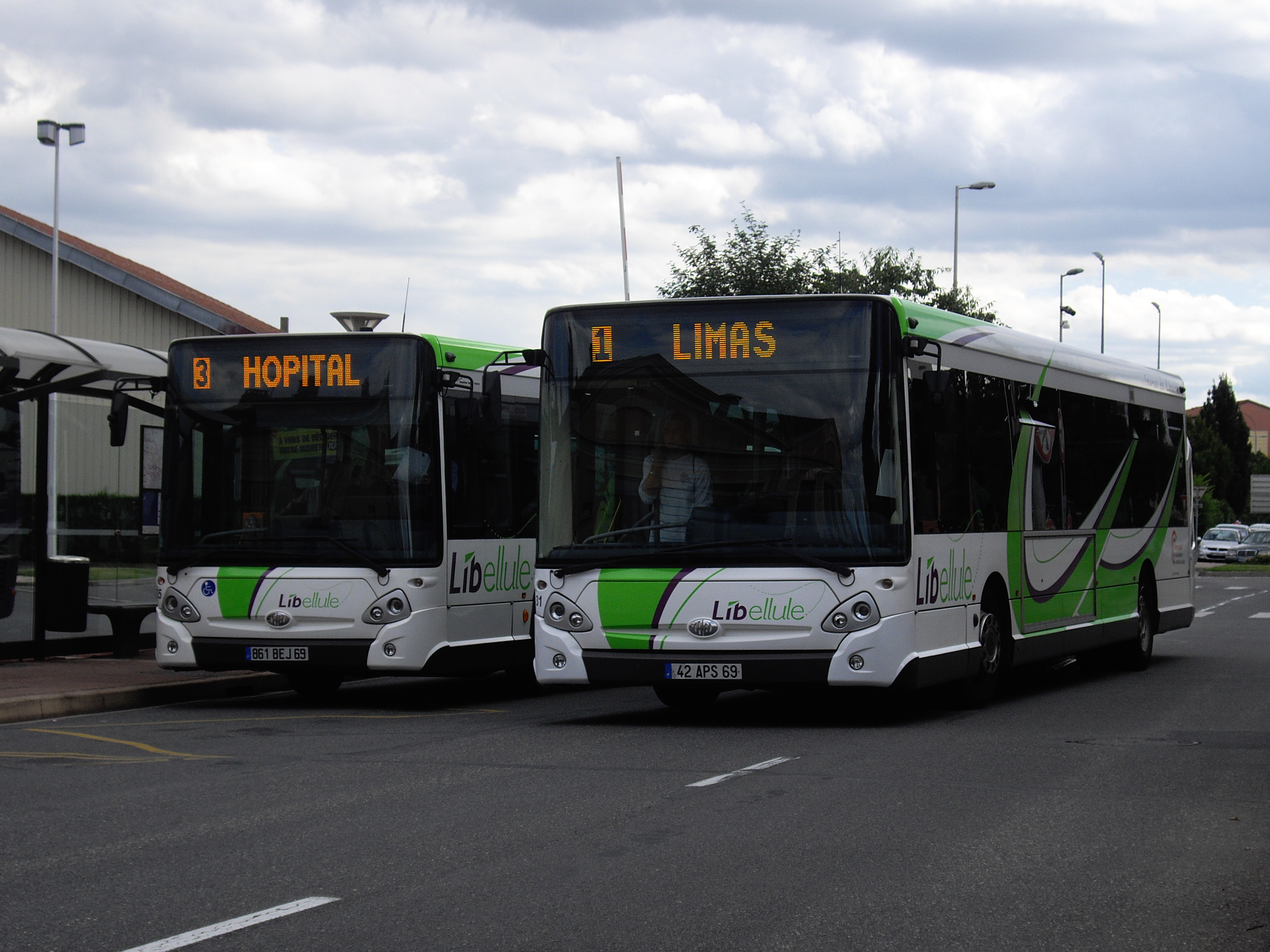
Bus Libellule à la gare routière de Villefranche-sur-Saône.

Le 23 août 2010, le réseau STAV est devenu Libellule.
Le réseau est composé de :
- cinq lignes régulières du lundi au dimanche ;
- quatre lignes scolaires ;
- deux lignes matin et soir du lundi au dimanche ;
- un service de transport à la demande.